# Marcela la Menor

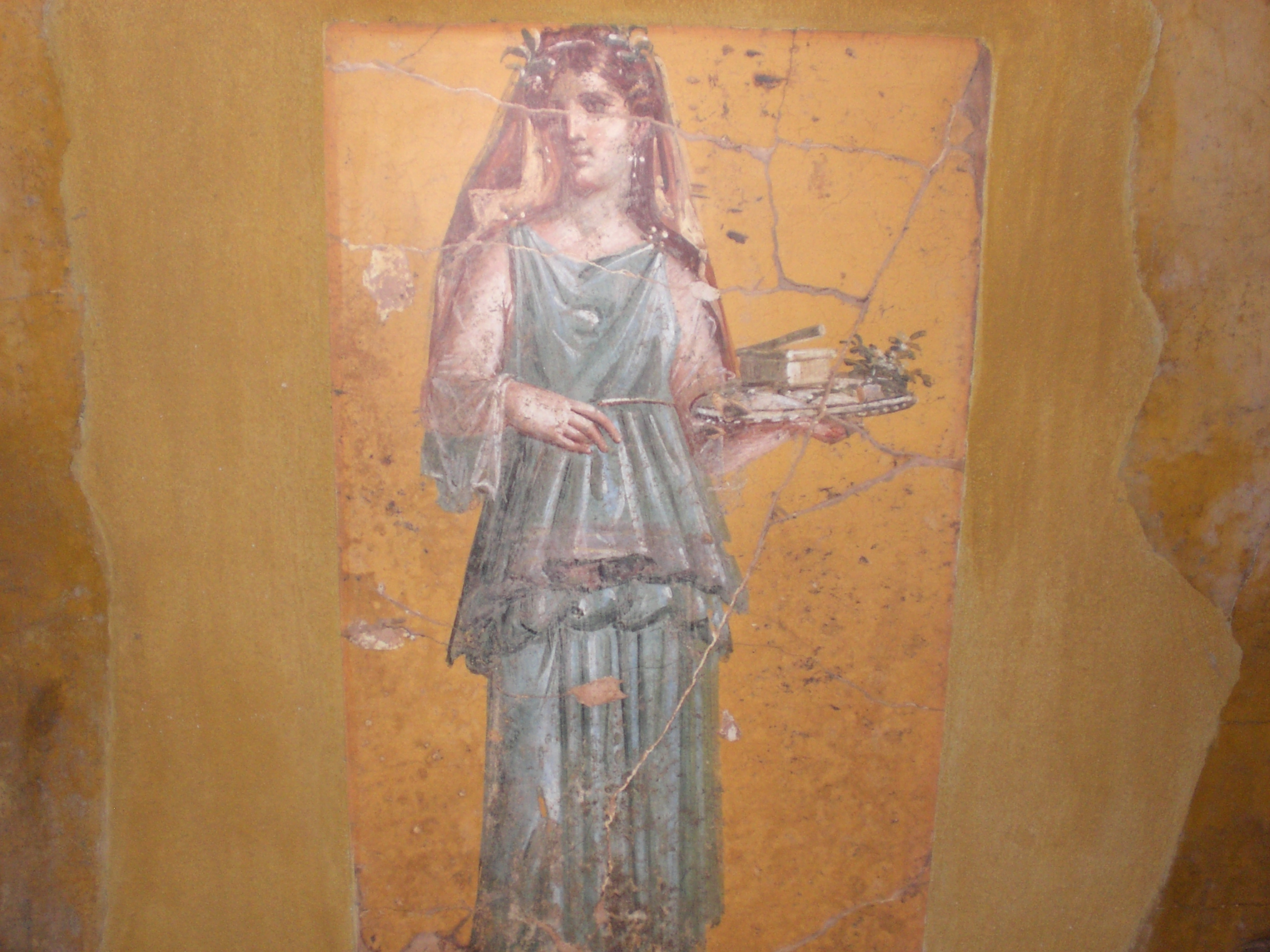
Pintura de una mujer romana.

Claudia Marcela la Menor (en latín, Claudia Marcella Minor; n. Roma, 39 a. C.) fue un miembro de la dinastía Julio-Claudia hija de Octavia, hermana del emperador romano Augusto, y del cónsul Cayo Claudio Marcelo.

## Biografía
Marcela la Menor nació en el año 39 a. C., hija póstuma de Claudio Marcelo, tras el matrimonio de su madre con Marco Antonio. Fue criada y educada por su madre, su tío materno y por la emperatriz Livia. Entre los años 39 a. C. y 36 a. C. vivió en Atenas con su madre y Marco Antonio, su padrastro. En 36 a. C. acompañó a su madre cuando esta regresó a Roma.
Se casó con su primer esposo, Marco Valerio Mesala Barbato Apiano (cónsul en el año 12 a. C), cuando tenía unos quince años. Tuvieron dos hijos: Claudia Pulcra y Marco Valerio Mesala Barbado Mesalino. Más tarde se casó con el antiguo cónsul y censor Paulo Emilio Lépido que se había quedado viudo anteriormente y tenía tres hijos. Su matrimonio enlazó a dos familias patricias republicanas y las vinculó fuertemente con el círculo imperial. Paulo y Marcela tuvieron un hijo: Paulo Emilio Regilo que sirvió de cuéstor durante el gobierno de Tiberio.
Según el historiador francés, Christian Settipani, tras la muerte de su segundo marido, Marcela se casó con el senador, Marco Valerio Mesala Mesalino. Ambos tuvieron una hija, llamada Valeria Mesala, nacida ca. 10 a. C., que más tarde se casaría con el pretor del año 17, Lucio Vipstano Galo.